# Shūsaku Nishikawa
Shūsaku Nishikawa (西川 周作 Nishikawa Shūsaku?, Usa, Ōita, 18 de junio de 1986) es un futbolista japonés. Juega de portero y su equipo es el Urawa Red Diamonds de la J1 League de Japón.

## Selección nacional
El 12 de mayo de 2014 fue incluido por el entrenador Alberto Zaccheroni en la lista final de 23 jugadores que representarán a Japón en la Copa Mundial de Fútbol de 2014 en Brasil.

### Participaciones en Copas del Mundo
| Mundial                        | Sede   | Resultado    |
| ------------------------------ | ------ | ------------ |
| Copa Mundial de Fútbol de 2014 | Brasil | Primera fase |

## Clubes
| Club                | País  | Año       | Partidos |
| ------------------- | ----- | --------- | -------- |
| Oita Trinita        | Japón | 2005-2009 | 118      |
| Sanfrecce Hiroshima | Japón | 2010-2013 | 135      |
| Urawa Red Diamonds  | Japón | 2014-     | 60       |

## Palmarés

### Títulos nacionales
| Título             | Club                | País  | Año  |
| ------------------ | ------------------- | ----- | ---- |
| Copa J. League     | Oita Trinita        | Japón | 2008 |
| J1 League          | Sanfrecce Hiroshima | Japón | 2012 |
| Supercopa de Japón | Sanfrecce Hiroshima | Japón | 2013 |
| J1 League          | Sanfrecce Hiroshima | Japón | 2013 |
| Copa J. League     | Urawa Red Diamonds  | Japón | 2016 |
| Copa del Emperador | Urawa Red Diamonds  | Japón | 2018 |
| Copa del Emperador | Urawa Red Diamonds  | Japón | 2021 |
| Supercopa de Japón | Urawa Red Diamonds  | Japón | 2022 |

### Títulos internacionales
| Título                      | Club (*)           | Sede          | Año  |
| --------------------------- | ------------------ | ------------- | ---- |
| Copa Asiática               | Selección de Japón | Catar         | 2011 |
| Campeonato del Este de Asia | Selección de Japón | Corea del Sur | 2013 |
| Copa Suruga Bank            | Urawa Red Diamonds | Saitama       | 2017 |
| Liga de Campeones de la AFC | Urawa Red Diamonds | Saitama       | 2017 |
| Liga de Campeones de la AFC | Urawa Red Diamonds | Saitama       | 2022 |

(*) Incluyendo la selección.